# Otto von Scherbening

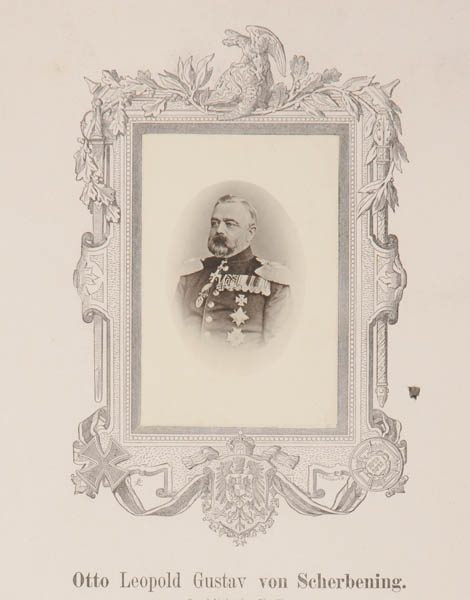
Otto Leopold Gustav von Scherbening (1817–1878)

Otto Leopold Gustav Scherbening, seit 1866 von Scherbening (* 6. Oktober 1817 in Breslau; † 18. November 1878 in Berlin) war ein preußischer Generalleutnant.

## Leben

### Herkunft
Die Familie Scherbening kam aus Südrussland nach Deutschland. Der erste Scherbening in Preußen diente unter König Friedrich Wilhelm I. im Kürassierregiment „Alt-Waldow“. Otto war ein Sohn des preußischen Oberstleutnants Otto Viktor Scherbening (1789–1859) und dessen Ehefrau Leopoldine Antoinette, geborene Hensel (1796–1869). Sein Bruder Rudolf (1823–1870) fiel während des Krieges gegen Frankreich als Kommandeur des Garde-Feldartillerie-Regiments bei Sedan.

### Militärkarriere
Scherbening trat am 1. Oktober 1833 in die 8. Artillerie-Brigade der Preußischen Armee ein und absolvierte 1834/36 die Vereinigte Artillerie- und Ingenieurschule. Ende Oktober 1836 avancierte er zum aggregierten Sekondeleutnant, wurde am 30. Dezember 1837 mit Patent vom 13. November 1837 zum Artillerieoffizier ernannt und Mitte Juni 1838 in die 8. Artillerie-Brigade einrangiert. Zur weiteren Ausbildung besuchte er von April 1841 bis Juli 1844 die Allgemeine Kriegsschule. Anschließend war er 1845/46 Feuerwerksleutnant. Daran schloss sich eine Verwendung als Adjutant und Rechnungsführer bei der Festungs-Reserve-Artillerieabteilung in Mainz sowie die Beförderung zum Premierleutnant an. 1850/51 war Scherbening zur Topographischen Abteilung des Großen Generalstabes kommandiert. Dieses Kommando wurde durch die Mobilmachung 1850/51 unterbrochen und er war in dieser Zeit als Kommandeur einer Munitionskolonne tätig.
Vom 2. März 1852 bis zum 17. Juni 1853 war Scherbening in der 4. Artillerie-Brigade und wurde anschließend unter Beförderung zum Hauptmann in die 6. Artillerie-Brigade versetzt. Er kehrt am 1. November 1853 in den Großen Generalstab zurück und wurde am 30. Mai 1857 zunächst ohne Patent zum Major befördert. Unter Verleihung des Patents zu seinem Dienstgrad wurde Scherbening am 4. August 1857 zum Artillerieoffizier vom Platz in Wesel ernannt. Am 21. April 1859 wurde er Abteilungskommandeur im 3. Artillerie-Regiment und am 18. Oktober 1861 zum Oberstleutnant befördert. Während des Krieges gegen Dänemark nahm er 1864 am Überfall auf Fehmarn sowie der Belagerung und dem Sturm auf die Düppeler Schanzen teil. Für sein Wirken erhielt Scherbening den Roten Adlerorden IV. Klasse mit Schwertern. Am 25. Juni 1864 erfolgte seine Beförderung zum Oberst und die Ernennung zum Kommandeur des Schlesischen Feldartillerie-Regiments Nr. 6.
Scherbening wurde am 1. September 1865 gemeinsam mit seinem Bruder Rudolf durch König Wilhelm I. in den erblichen preußischen Adelsstand erhoben.
Während des Krieges gegen Österreich war Scherbening 1866 Kommandeur der Reserveartillerie des VI. Armee-Korps. In dieser Eigenschaft nahm er an der Schlacht bei Königgrätz teil und erhielt den Roten Adlerorden III. Klasse mit Schwertern. Nach dem Friedensschluss wurde er am 2. Oktober 1866 Kommandeur der 4. Artillerie-Brigade in Magdeburg und am 22. März 1868 zum Generalmajor befördert. Im Krieg gegen Frankreich führte Scherbening 1870/71 die Artillerie des IV. Armee-Korps in den Schlachten bei Beaumont und Sedan sowie bei den Belagerungen von Toul und Paris. Neben beiden Klassen des Eisernen Kreuzes erhielt er das Komturkreuz I. Klasse des Albrechts-Ordens mit Schwertern und Kriegsdekoration sowie das Komturkreuz I. Klasse des Hausordens Albrechts des Bären mit Schwertern.
Zur Wiederherstellung seiner Gesundheit erhielt er am 26. August 1871 vom 2. September 1871 vier Wochen Urlaub, die er in Misdroy und Swinemünde verbrachte. Da keine Besserung seines Gesundheitszustandes eintrat, wurde Scherbening am 23. November 1871 unter Verleihung des Charakters als Generalleutnant mit Pension zur Disposition gestellt. Er starb am 18. November 1878 in Berlin und wurde am 22. November 1878 auf dem Friedhof in der Hasenheide beigesetzt.

### Familie
Scherbening heiratete am 13. September 1846 in Bamberg Josephine Freiin von Sazenhofen (1821–1863). Nach ihrem Tod ehelichte er am 4. März 1864 in Berlin Agnes Bartel (1832–1905). Aus den Ehen gingen folgende Kinder hervor:
- Otto (1853–1884), Kaufmann
- Rudolf (1855–1935), preußischer Generalmajor ⚭ 1882 Luise Christ (1858–1926)
- Friedrich (1858–1935)

⚭ 1888 Lulu Delisle (1867–1889)
⚭ 1892 Margarete Peters (1873–1950)
- Viktor Wilhelm (1865–1870)
- Georg Leberecht (1867–1876)